# Zou (estat)
L'Estat de Zōu (xinès tradicional: 鄒, xinès simplificat: 邹) va ser un petit estat vassall de la Dinastia Zhou que va existir durant els períodes de les Primaveres i Tardors i els Regnes Combatents de la història xinesa (720-221 aC).

## Història
El Rei Wu de Zhou va concedir a Cao Xie (xinès tradicional: 曹挾, xinès simplificat: 曹挟), un descendent directe de l'Emperador Groc a través del seu net, el llegendari emperador Zhuanxu (颛顼), el control del petit estat de Zhu (邾) com a governant vassall sota l'Estat de Lu amb el títol feudal de Príncep de Zhu (邾王). El cognom ancestral de la família governant era Cao (曹).
 Zhu posteriorment va canviar el seu nom a Zou (鄒). L'estat de Zou era situat al sud-oest de l'actual Província Shandong. El seu territori n'era el que és ara la ciutat a nivell de comtat de Zoucheng.